# Danica Pension
Danica er et dansk livsforsikringsselskab ejet af Danske Bank. I 2018 var det Danmarks næststørste af slagsen med en markedsandel på ca. 17 %. Danica er videreførelsen af Statsanstalten for Livsforsikring, som igen havde sin oprindelse i to anstalter oprettet i 1842. I dag er Danica en del af Danske Banks "Wealth Management"-enhed.

## Statsanstalten for Livsforsikring
Den ene anstalt, Livrente- og Forsørgelsesanstalten af 1842, oprettedes som en statsanstalt. Den anden, Livsforsikringsanstalten i København, stiftedes som en privat institution med en statsgaranti. Fra 1848 havde de to anstalter en fælles direktion og bestyrelse udnævnt af kongen.
I 1870 blev begge institutioner opløst til fordel for Livsforsikrings- og Forsørgelsesanstalten af 1871, der overtog de tidligere anstalters formue, rettigheder og forpligtelser. I 1893 ændrede anstalten navn til Statsanstalten for Livsforsikring.
Indtil 1872 var Statsanstalten den eneste egentlige livsforsikringsvirksomhed i landet.

## Danica
I april 1990 privatiseredes Statsanstalten ved omdannelse til et aktieselskab.
Privatiseringen skete efter en hektisk debat, hvor dens modstandere beskyldte Schlüter-regeringen for at røve de opsparede værdier i Statsanstalten for at skaffe en engangsindtægt på statens budget.
Aktierne fra privatiseringen indgik i Statsanstalten Holding A/S, hvis aktiemajoritet staten solgte til forsikringsselskabet Baltica i september 1990. Efter en intern konkurrence om navneforslag faldt valget på Danica – et navn der blev præsenteret i Kokkedal 1. juni 1991.
I november 1994 overtog Danske Bank hele Baltica-koncernen, og straks derefter annoncerede man at Baltica ville blive frasolgt. Tryg Forsikring overtog derefter skadesforsikringsselskabet Baltica i maj 1995 (med virkning pr. 1. januar 1995). Fra oktober 1995 var Danica et selskab der både udbød skadesforsikringer (indbo, villa, bil og ulykke) og livsforsikringer og pensionsforsikringer, som en selvstændig del af Danske Bank-koncernen. I 1999 solgte Danica skadesdelen til Topdanmark og skiftede navn til Danica Pension – derefter og frem til nu, udelukkende et livsforsikrings- og pensionsselskab.
Danica opkøbte i december 2017 det konkurrerende pensionsselskab SEB Pensionsforsikring A/S. Købet blev bekræftet i juni 2018, efter at det var godkendt af konkurrencemyndighederne. SEB Pensionsforsikring A/S skiftede navn til Danica Pensionsforsikring A/S, som derpå fusionerede ind i Danica Pension med virkning fra 1. januar 2019.
Danica har hovedsæde på Bernstorffsgade 40,1577 København V.